# Love Loops the Loop
Love Loops the Loop è un film muto del 1918 diretto da Hampton Del Ruth e da Walter Wright.

## Produzione
Il film fu prodotto dalla Mack Sennett Comedies.

## Distribuzione
Distribuito dalla Paramount Pictures, il film - un cortometraggio in due bobine - uscì nelle sale cinematografiche USA il 3 giugno 1918.